# Troop Zero
Troop Zero (no Brasil:Tropa Zero) é um filme de comédia dramática estadounidense de 2019. Foi dirigido pela dúo femenino britânico Bert & Bertie, a partir de uma união da codireção de Beasts of the Southern Wild, Lucy Alibar, e inspirada na obra de Alibar de 2010 Christmas and Jubilee Behold The Meteor Shower.

## Sinopse
Na zona rural de Wiggly, Georgia, em 1977, um grupo de inadaptados da escola primária se unen para formar sua própria tropa de escoteiras.

## Elenco
- Mckenna Grace como Christmas Flint
- Viola Davis como Miss Rayleen
- Jim Gaffigan como Ramsey Flint
- Allison Janney como Miss Massey
- Charlie Shotwell como Joseph
- Johanna Colón como Smash
- Milan Ray como Hell-No Price
- Bella Higginbotham como Anne-Claire
- Mike Epps como Dwayne Champaign
- Ashley Brooke como Piper Keller
- Kai Ture' como Ginger
- Edi Patterson como Miss Aimee
- Gwendolyn Mulamba como Miss Penny
- Jecobi Swain como Ray-Ray